# جورجي لوريا
جورجي لوريا (27 يناير 1986 تبليسي جورجيا - ) هو لاعب كرة قدم جورجي، يلعب كحارس مرمى.

## روابط خارجية
- جورجي لوريا على موقع الاتحاد الدولي (مؤرشف)  (الإنجليزية)
- جورجي لوريا على موقع الاتحاد الأوربي (الإنجليزية)
- جورجي لوريا على موقع قاعدة بيانات كرة القدم.إي يو (الإنجليزية)
- جورجي لوريا على موقع بيانات كرة القدم. دي إي (الألمانية)
- جورجي لوريا على موقع ناشيونال فوتبول تيمز (الإنجليزية)
- جورجي لوريا على موقع Soccerbase.com (لاعب) (الإنجليزية)
- جورجي لوريا على موقع Soccerway.com (الإنجليزية)
- جورجي لوريا على موقع عالم كرة القدم.نت (الإنجليزية)
- جورجي لوريا على موقع AS.com (الإسبانية)